# 도마리어
도마리어(Domari)은 중동과 북아프리카 등지에 걸쳐 분포하는 돔인들이 사용하는 인도아리아 언어이다. 롬인들의 로마니어는 같은 중부 인도아리아어군에 속하고 비슷한 역사를 가지나 공통 직계 조상에서 갈라진 언어는 아니다. 아랍인들은 이들을 비롯한 유랑민들을 "나와르"(아랍어: نور)라고 불렀으며 언어는 다양한 명칭을 가진다. 현대에는 돔인 중 일부만이 도마리어를 구사하여 소멸 위기 언어로 여겨진다.

## 음운

### 모음
|    | 전설 | 중설      | 후설 |
| -- | ---- | --------- | ---- |
| 고 | ɪ iː |           | ʊ uː |
| 중 | ɛ eː | ɘ ~ ə ~ ɜ | ɔ oː |
| 저 | ɑ aː | ɑ aː      | ɑ aː |

### 자음
|                |          | 양순음 | 순치음 | 치음 | 치음 | 후치경음 | 경구개음 | 연구개음 | 구개수음 | 인두음 | 성문음 |
| 평음           | 인두음화 | 양순음 | 순치음 |      |      | 후치경음 | 경구개음 | 연구개음 | 구개수음 | 인두음 | 성문음 |
| -------------- | -------- | ------ | ------ | ---- | ---- | -------- | -------- | -------- | -------- | ------ | ------ |
| 파열음/ 파찰음 | 청음     | p      |        | t̪    | t̪ˤ   | t͡ʃ       |          | k        | q        |        | ʔ      |
| 파열음/ 파찰음 | 탁음     | b      |        | d̪    | d̪ˤ   | d͡ʒ       |          | ɡ        | (ɢ)      |        |        |
| 마찰음         | 청음     | (ɸ)    | f      | s̪    | s̪ˤ   | ʃ        |          | x        | (χ)      | ħ      | h      |
| 마찰음         | 탁음     | (β)    | v      | z̪    | z̪ˤ   | ʒ        |          | ɣ        | (ʁ)      | ʕ      |        |
| 비음           | 비음     | m      |        | n̪    |      |          |          | (ŋ)      |          |        |        |
| 접근음         | 접근음   |        | (ʋ)    | l̪    | ɫ̪    |          | j        | w        |          |        |        |
| 탄음           | 탄음     |        |        | ɾ    |      |          |          |          |          |        |        |

## 같이 보기
- 돔인